# Aphaereta genevensis
Aphaereta genevensis är en stekelart som beskrevs av Fischer 1966. Aphaereta genevensis ingår i släktet Aphaereta och familjen bracksteklar. Inga underarter finns listade i Catalogue of Life.